# Koto Baringin
Koto Baringin is een bestuurslaag in het regentschap Mandailing Natal van de provincie Noord-Sumatra, Indonesië. Koto Baringin telt 573 inwoners (volkstelling 2010).